# 케이맨 제도 달러
케이맨 제도 달러  (ISO 4217 부호: KYD)는 케이맨 제도의 통화이다. 이 통화는 약어로 $로 표시하기도 하나 다른 달러와 구분하기 위해 CI$라고 표기하기도 한다.
달러 중에서는 단일 화폐가치가 가장 높은 편이며 세계에서 9번째로 가치가 높은 화폐이다.

## 역사
케이맨 제도 달러는 1972년에 소개되었으며 액면가격으로 자메이카 달러를 대체했다. 자메이카 달러와 신 케이맨 제도 달러는 1972년 8월 31일, 자메이카 달러가 케이맨 제도에서 법정 화폐로 사용되는 것이 중단될 때까지 계속 사용되었다. 1974년 4월 1일 이후 케이맨 제도 달러는 미국 달러에 고정환율을 유지하고 있으며 1 케이맨 제도 달러 = 1.2 미국달러이다.. 그러나 대개 케이맨 제도 내의 상점에서는 1 케이맨 달러를 1.25 미 달러로 생각한다.

## 동전
1972년, 동전은 1, 5, 10, 25센트의 종류로 도입되었다. 1센트 동전은 청동으로, 다른 동전들은 백동으로 주조되기 시작했다. 1992년부터는 청동-철, 니켈-철 합금이 주조 금속으로 대체됐다.

## 지폐
1972년, 케이맨 제도 통화 기관 (Cayman Islands Currency Board)은 1, 5, 10, 25 달러의 종류로 지폐를 도입하였다. 40 달러 지폐는 1981년, 100 달러는 1982년, 50 달러는 1987년에 도입되었다. 1997년 통화 관리국(the Cayman Islands Monetary Authority; CIMA)이 지폐 발행권을 이관 받아서 1, 5, 10, 25, 50, 100 달러를 발행하고 있다.